# 바이람 시트
바이람 시트(튀르키예어: Bayram Şit, 1930년~2019년 5월 29일)는 튀르키예의 레슬링 선수, 지도자로 1952년 하계 올림픽 남자 레슬링 자유형 페더급에서 금메달을 획득했다.

## 경력
시트는 1930년에 튀르키예 데니즐리의 아즈파얌 지역의 아크샤르 마을에서 태어났다. 
1952년 핀란드 헬싱키에서 열린 1952년 하계 올림픽에서 금메달을 획득했고 1954년에는 일본 도쿄에서 열린 1954년 세계 선수권 대회에서 은메달을 획득했다. 1956년 오스트레일리아 멜버른에서 열린 1956년 하계 올림픽에서 4위를 기록한 후 현역에서 은퇴했다.
은퇴 후 2년간 프랑스 레슬링 국가대표팀의 감독을 지냈다.